# Najmniejszy dom w Wielkiej Brytanii

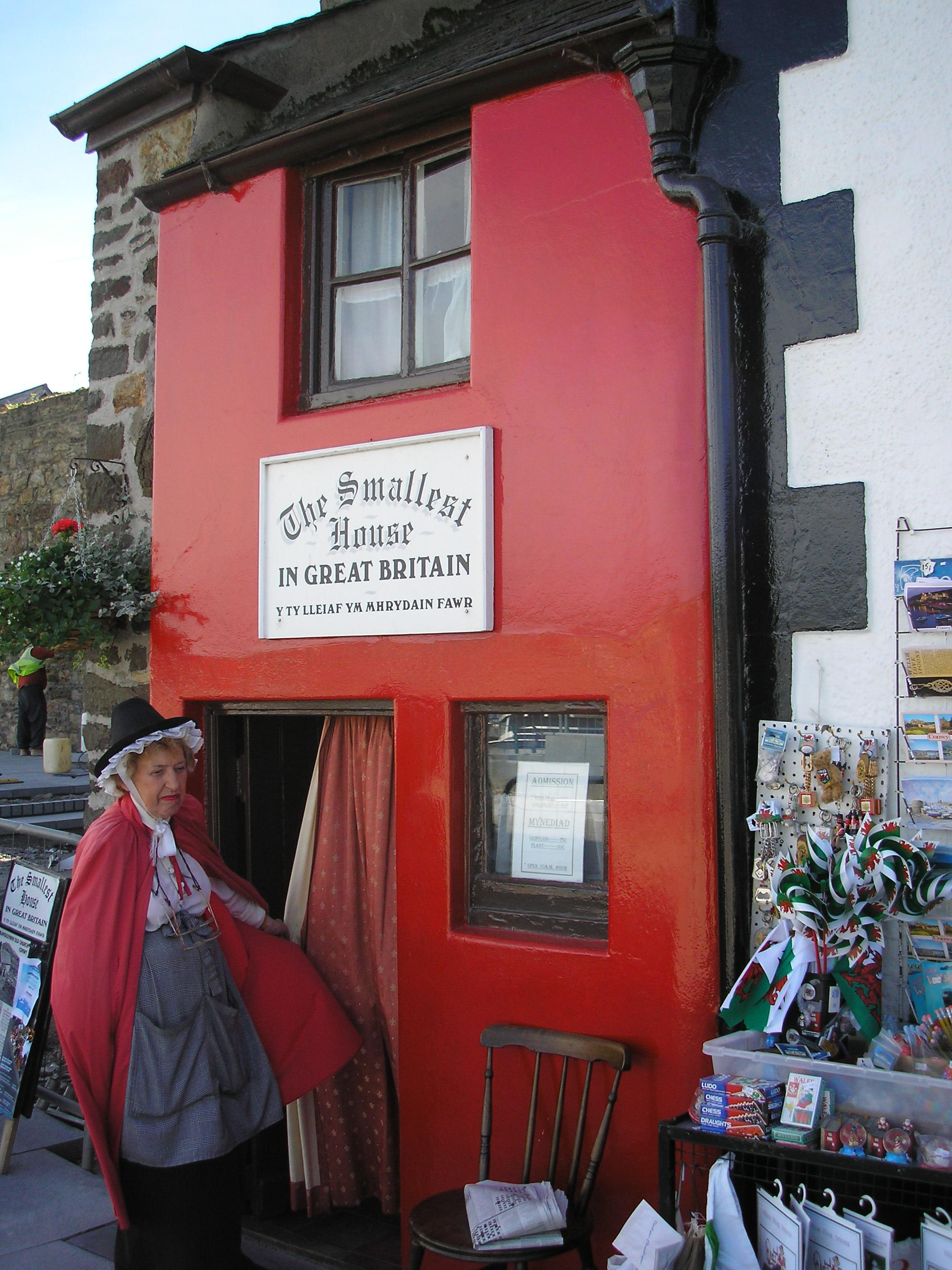
Najmniejszy dom w Wielkiej Brytanii

Najmniejszy dom w Wielkiej Brytanii (ang. Smallest House in Great Britain, wal. Y ty lleiaf ym Mhyrdain fawr) – atrakcja turystyczna miasta Conwy w Walii, dom mieszkalny o wymiarach 3,05 × 1,8 m, stojący na nabrzeżu, przy 10 Lower Gate Street, w pobliżu Zamku Conwy. Do 1900 roku mieszkał w nim miejscowy rybak, Robert Jones, mający 191 cm wzrostu. Dom figuruje w Księdze rekordów Guinnessa jako najmniejszy dom w Wielkiej Brytanii.
Najmniejszy dom w Wielkiej Brytanii 5 czerwca 1970 roku został wpisany na listę Zabytków Walii pod nr 3317.

## Historia
Dom od XVI wieku zajmowali różni mieszkańcy.
Ostatnim jego mieszkańcem  w 1900 roku był miejscowy rybak Robert Jones, mierzący ponad 191 cm. Z powodu swego wzrostu nie mógł on swobodnie stanąć we wnętrzu. Gdy rada miejska oficjalnie stwierdziła, że dom nie nadaje się do zamieszkania, musiał ostatecznie go opuścić. Dom jest nadal w posiadaniu spadkobierców Jonesa. W czerwcu 2006 roku z powodu pobliskich robót drogowych odwiedziło go 50% mniej turystów. 
Najbardziej prawdopodobną przyczyną małych rozmiarów domu był od początku brak większej przestrzeni pod zabudowę. Każdy mały kawałek dostępnego gruntu w okolicy został zabudowany. W przeszłości były plany wyburzenia domu, ale lokalna społeczność zawsze była zgodna co do tego, żeby dom pozostał nietknięty.

## Opis

### Wygląd zewnętrzny

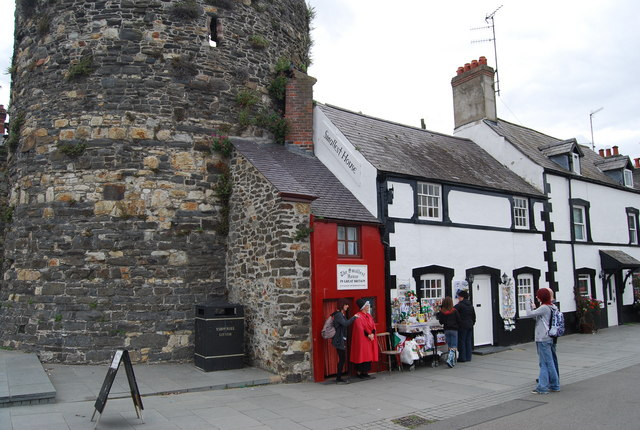
Najmniejszy dom w zabudowie szeregowej przy Lower Gate Street

Dom ma dwie kondygnacje, jego wąska fasada jest otynkowana na czerwono. Na parterze są drzwi z desek i nieotwierane okno z prawej strony, natomiast na piętrze 4-kwaterowe okno przesuwne. Dom jest przykryty dachem łupkowym, na którym z prawej strony znajduje się ceglany komin, przylegający do murów miejskich. Wyższa, kamienna ściana z lewej strony stanowi pozostałość po dawnym domku, przylegającym do obecnego i wyburzonym w pierwszej dekadzie XX wieku.

### Wnętrze
Ściany wewnątrz są obite deskami, a podłoga wyłożona czerwonymi i czarnymi płytkami ceramicznymi. Wyposażenie parteru stanowi kominek i niska szafka kuchenna. Maleńkie piętro mieści tylko łóżko, piecyk, kran i szafkę nocną. Zwiedzający nie mają tam wstępu, mogą jedynie obejrzeć je z drabiny.

## Wstęp
Wstęp do najmniejszego domu w Wielkiej Brytanii kosztuje 1,50 funta dla dorosłych i 1 funta dla dzieci. Dom jest otwarty wiosną i jesienią od godziny 10 rano do 16, natomiast latem od 10 rano do późnych godzin wieczornych. W ulewne dni, dom bywa zamknięty dla zwiedzających. Wewnątrz można obejrzeć dwa pokoje i poznać niektóre fakty z dziejów domu za pośrednictwem nagrania audio. W godzinach otwarcia przed budynkiem stoi ubrana w tradycyjny, walijski strój przewodniczka, popularna wśród fotografujących.